# وسيط يمكن للإنسان قراءته

ISBN تمثل الرقم العالمي للسلع والمنتجات حيث تعرض بيانات يمكن قراءتها بواسطة الإنسان وقراءتها آليًا

وسيط يمكن للإنسان قراءته في الحوسبة غالبًا ما يتم ترميز البيانات التي يمكن قراءتها بواسطة الإنسان على هيئة نص أسكي أو يونيكود، بدلاً من كونها بيانات ثنائية.

## نبذة
في معظم السياقات، يكون البديل للتمثيل الذي يمكن للإنسان قراءته هو تنسيق يمكن قراءته آليًا أو وسيط بيانات مصمم بشكل أساسي للقراءة بواسطة أجهزة إلكترونية أو ميكانيكية أو بصرية أو أجهزة كمبيوتر. على سبيل المثال من الصعب جدًا قراءة الرموز الشريطية لرمز المنتج العالمي (UPC) على الإنسان، ولكنها فعالة جدًا وموثوق بها مع المعدات المناسبة، في حين أن سلاسل الأرقام التي تصاحب الملصق عادةً هي الشكل الذي يمكن قراءته من قبل الإنسان لمعلومات الباركود. نظرًا لأنه يمكن تحليل أي نوع من ترميز البيانات بواسطة جهاز كمبيوتر مبرمج بشكل مناسب، فإن قرار استخدام التشفير الثنائي بدلاً من ترميز النص يتم عادةً للحفاظ على مساحة التخزين. يتطلب ترميز البيانات بتنسيق ثنائي عادةً عددًا أقل من وحدات البايت للتخزين ويزيد من كفاءة الوصول (الإدخال والإخراج) عن طريق التخلص من تحليل التنسيق أو التحويل.

## الخلفية
مع ظهور لغات الترميز القياسية عالية التنظيم، مثل لغة الترميز الموسعة (لغة الترميز القابلة للامتداد)، وانخفاض تكاليف تخزين البيانات، وشبكات اتصال البيانات الأسرع والأرخص، أصبحت التنازلات بين قابلية القراءة للإنسان وقراءة الآلة أكثر شيوعًا الآن مما كانوا عليه في الماضي. وقد أدى ذلك إلى لغات ترميز إنسانية وتنسيقات ملفات تكوين حديثة يسهل على الإنسان قراءتها. بالإضافة إلى ذلك يمكن ضغط هذه التمثيلات المنظمة بشكل فعال للغاية للنقل أو التخزين. حيث تقلل البروتوكولات التي يمكن قراءتها من قبل الإنسان من تكلفة تصحيح الأخطاء بشكل كبير.

## التطوير
قامت العديد من المنظمات بتوحيد تعريف البيانات التي يمكن قراءتها بواسطة الإنسان والتي يمكن قراءتها آليًا وكيفية تطبيقها في مجالات التطبيق الخاصة بكل منها، على سبيل المثال الاتحاد البريدي العالمي.
غالبًا ما يتم استخدام المصطلح الذي يمكن قراءته من قبل الإنسان أيضًا لوصف الأسماء أو السلاسل الأقصر، والتي يسهل فهمها أو تذكرها من تدوين الجمل الطويلة والمعقدة، مثل بعض سلاسل محدد موقع الموارد الموحد. أحيانًا يتم استخدام عبارة «يمكن قراءتها بواسطة الإنسان» لوصف طرق ترميز عدد صحيح عشوائي في سلسلة طويلة من الكلمات الإنجليزية. مقارنة بالنظام العشري أو غيره من أنظمة التشفير الثنائية إلى نص مضغوط، يسهل على الإنسان قراءة الكلمات الإنجليزية وتذكرها وكتابتها.